# Brian, el soltero
Brian the Bachelor (titulado Brian, el soltero en España e Hispanoamérica) es el séptimo episodio de la cuarta temporada de la serie Padre de familia emitido el 26 de junio de 2005 a través de FOX. El episodio está escrito por Mark Hentemann y dirigido por Dan Povenmire.
La trama se centra en Brian y Chris, cuyas historias acaban entrelazándose más adelante. Brian entra a participar en el reality: The Bachelorette y termina enamorándose de la protagonista del programa mientras que a Chris le empieza a salir un grano que cobra vida y le obliga a hacer gamberradas.
El episodio recibió críticas positivas por parte de los críticos y otros medios de prensa.

## Argumento
Tras la ruptura con Loretta, Peter, Joe y Quagmire intentan convencer a Cleveland de que conozca a otras mujeres, sin embargo está demasiado desanimado para intentarlo. Mientras, los productores del reality The Bachelorette están realizando cástines en el centro cívico de Quahog y a Peter piensa que es una buena idea para que Cleveland vuelva a relacionarse, sin embargo, a su amigo le entra una crisis nerviosa y Peter, para solucionarlo le desnuda para después hacer él lo mismo en el momento justo que los directores del casting contemplan atónitos la escena. Brian, quien iba con ellos, se disculpa por el comportamiento de Peter y le explica que los nervios de Cleveland se deben al fracaso de su matrimonio, pero acaba siendo admitido en el programa a pesar de detestar ese tipo de programas. No obstante, los planes de Brian son la bebida y la comida gratis. Casualmente coincide con Quagmire, los cuales conocen a la "solterita" Brooke Roberts por la que ambos empiezan a competir.
Por otra parte, a Chris le ha salido un grano en la cara y al cual llama "Doug". Aunque al principio, Lois le quita importancia al asunto, empieza a preocuparse por el extraño comportamiento de su hijo con el grano a pesar de que Peter trata de calmarla. En cuanto a Chris, descubre que el grano es capaz de hablar y le anima a hacer gamberradas por la ciudad. A pesar de las palabras de Peter, decide hablar con su hijo, pero descubre que ha desaparecido hasta que le pilla in fraganti entrar por la ventana. Enfadada por los malos modos en los que se dirige hacia su madre, esta le castiga y le dice que por la mañana comprará un astringente a la farmacia de Goldman para el grano. A sabiendas de que Lois pretende separarle de Chris, este le convence de que destroce el establecimiento. 
A la mañana siguiente, Peter y Lois descubren que han asaltado la farmacia y que al dependiente le han robado todos los medicamentos contra el acné. Lois empieza a sospechar de Chris, pero de nuevo, Peter le pide que se calme. Esa misma noche, Brian recibe en casa a Brooks para cenar con la familia al ser este uno de los finalistas [junto con Quagmire], pero la velada termina por ser un desastre cuando Doug le pide que le levante la camisa delante de todos, tal acto ofende a toda la familia, en especial a Lois hasta que Joe entra en casa y declara que tienen pruebas de que Chris asaltó la farmacia. Lois se pone a llorar de desesperación, mientras Brian se avergüenza de lo sucedido. Sin embargo, Roberts se decanta con Brian, puesto que la cena en la casa de Quagmire fue otro desastre, por lo que consigue ganarse el amor de la "solterita" hasta que descubre que todo ha sido una farsa tal como Brian describió al principio del episodio, sin embargo, este se niega a tirar la toalla y empieza a obsesionarse hasta tal punto de comprarle un contestador nuevo para mandarle mensajes y presentarse en su casa para declararle su amor. Harta de que la atosigue, esta le tira el contestador a la cabeza y vuelve a casa deprimido por convertirse en lo que se burlaba.
Por otro lado, Chris, castigado por sus padres, decide no hacer caso al grano, al que responsabiliza de hacer daño a su madre, por lo que decide ir a una clínica dermatólogica para deshacerse del grano, el cual al percatarse del lugar al que le han llevado saca una pistola con la que dispara al médico para después matar a Chris, el cual consigue arrebatarle la pistola y clavarse él solo la inyección de cortisona con el que finalmente desaparece el problema.

## Producción
Mientras estaba [el episodio] en producción, The Bachelorette ya era un programa bastante prolífico en comparación con Padre de familia, incluso cuando se emitió el episodio, lo que benefició al reality. Según comentaron MacFarlane y Chris Sheridan en el comentario de audio del DVD, la ABC no sabía sacarle jugo a su programa. El equipo de producción tuvo algunos problemas al decidir lo que podría hacer Peter con Cleveland mientras estaban en el casting para The Bachelorette; ya que no pretendían hacer ningún gag que fuera de mal gusto, la escena en cuestión era en la que Peter metía su trasero en el acuario con la intención de avergonzar a Cleveland y hacer que se vaya. Finalmente optaron por desnudar a los dos personajes cortando algunos detalles.
Durante la misma escena del casting, se creó una más extensa en la que una vez desnudos, Peter se sentaba encima de Cleveland, simulando un acto de sexo anal, para impedirle que se marchara, sin embargo la política de la cadena prohibió la emisión de la escena. En el comentario de audio, MacFarlane comentó que Walter Murphy compuso un tema musical similar al del reality. Durante la escena en la que Brian y Brooke conversan en el granero, en un principio los dos caballos del fondo se aparearan, pero desecharon esa parte. Los actores Nancy Cartwright y Michael Bell para el flashback de Los Snorkels. MacFarlane comentó acerca del nombre de su gato, al cual en un principio le iban a llamar "Pussy" (argot en inglés para referirse a la vagina), pero la cadena se opuso. En un principio hubo una escena planeada en la que aparecía Chris con un pasamontañas asaltando la farmacia de Mort Goldman, sin embargo no se utilizó.